# Sorbus hibernica
Sorbus hibernica är en rosväxtart som beskrevs av Edmund Frederic Warburg. Sorbus hibernica ingår i släktet oxlar, och familjen rosväxter. Inga underarter finns listade i Catalogue of Life.
Denna växt förekommer med flera från varandra skilda populationer i Irland och Nordirland. Arten växer i låglandet och i kulliga områden upp till 330 meter över havet. Sorbus hibernica är utformad som en buske eller som ett upp till 7 meter högt träd. Den växer i klippiga och öppna områden som betesmarker, vägdiken, häck och öppna skogar.
I Nordirland är Sorbus hibernica mycket sällsynt och varje skadat exemplar ökar faran att populationen försvinner. IUCN kategoriserar arten globalt som sårbar.